# Биро за документацију и истраживање комунистичких злочина (Чешка)
Биро за документацију и истраживање комунистичких злочина је посебна полицијска јединица у Чешкој која истражује кривична дела из периода од 1948. до 1989, који су били нерешени из политичких разлога у доба власти чехословачког комунистичког режима. Главно сједиште бироа је у Прагу.
Биро истражује и документује деловање комунистичког режима и њеног репресивних апарата у погледу кршење људских и међународног права, угњетавања разних политичких, верских, социјалних и других група, и деловања тајне полиције СТБ, монтиране политичке судске процесе и незаконита убиства.